# Dalla polvere al cielo
Dalla polvere al cielo è il primo album live della band rock italiana dei Gang, pubblicato nel 2008 dalla Rumble beat records.

## Tracce
DISCO 1
1. Socialdemocrazia
2. Fino alla fine
3. La corte dei miracoli
4. Dante Di Nanni
5. Non è di maggio
6. Johnny lo zingaro
7. Se mi guardi, vedi
8. La pianura dei 7 fratelli
9. Le radici e le ali
10. Oltre
11. Il Bandito Trovarelli

DISCO 2
1. Fermiamoli
2. Giorni
3. Colpevole di ghetto
4. Prima della guerra
5. Comandante
6. Kowalsky
7. Sesto San Giovanni
8. Paz
9. I fought the law
10. Buonanotte ai viaggiatori

## Componenti
- Marino Severini - Voce, chitarra
- Sandro Severini - Chitarra elettrica
- Francesco Caporaletti - Basso
- Paolo Mozzicafreddo - Batteria
- Fabio Verdini - Tastiere, Fisarmonica

## Ospiti
- Andrea Buontempo - voce in Kowalsky